# Carlos Sotelo García
Carlos Sotelo García (Ixtapan de la Sal, Estado de México; 8 de octubre de 1961). Es un político mexicano, miembro del Partido de la Revolución Democrática. Ha formado parte de la dirigencia del  Partido de la Revolución Democrática, fue Senador por Lista Nacional para el periodo 2006-2012.
Carlos Sotelo García nació en el Estado de México, sin embargo ha residido en Colima desde 1969,  es Maestro normalista en Educación Primaria, ha sido dirigente estatal en Colima del Partido Comunista Mexicano, el Partido Socialista Unificado de México y el Partido Mexicano Socialista además de miembro fundador del Partido de la Revolución Democrática; en el PRD ha sido Dirigente municipal en Manzanillo de 1989 a 1991 y Dirigente estatal de 1995 a 1997. En el Comité Ejecutivo Nacional del PRD ha ocupado carteras de 1999 a 2005, entre las que están Secretario de Imagen y Propaganda, de Organización, de Ejercicio Gubernamental y de Acción Electoral, en 2005 fue Subsecretario de Desarrollo Político del gobierno de Zacatecas encabezado por Amalia García.
Ha sido electo Diputado al Congreso de Colima de 1991 a 1994 y es Senador por lista nacional para el periodo de 2006 a 2012. Es considerado como el principal aspirante a la candidatura de su partido a Gobernador de Colima en las Elecciones de 2009.